# 防尘口罩

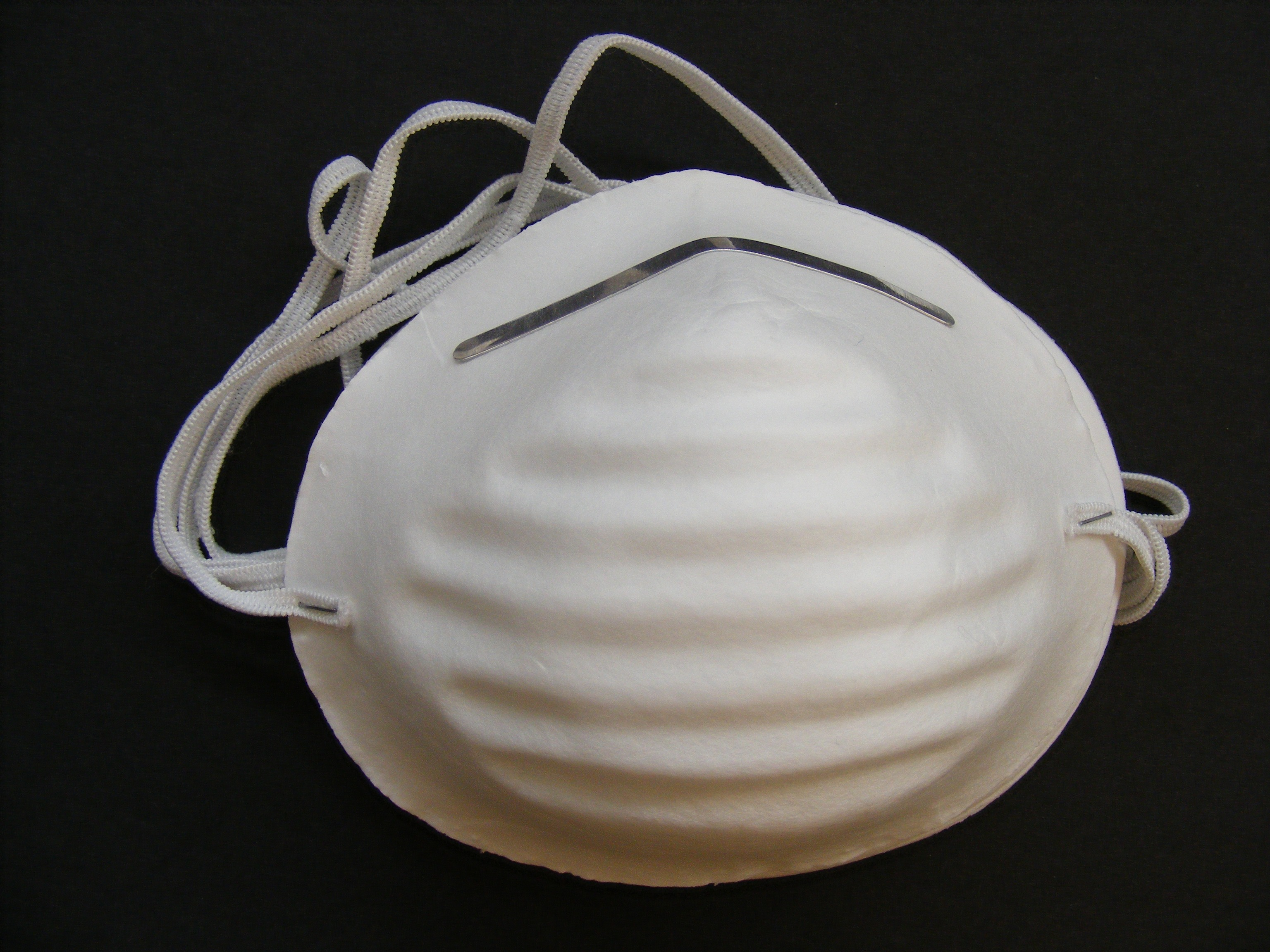
一般佩戴半面防尘口罩，以保护佩戴者免受细小颗粒物的侵害

防尘口罩是一种用橡皮筋或橡胶带固定在鼻子和嘴巴上的柔性衬垫，以防止在施工或清洁过程中遇到灰尘，例如来自石膏板、砖、木材、玻璃纤维、二氧化硅（来自陶瓷或玻璃制品）或清扫的灰尘，但不能用于有毒气体的防护。欧盟FFP标准口罩是等级最低的自吸过滤式呼吸器，也可以当防尘口罩使用。
防尘口罩可用于防护施工或清洁过程中遇到的粉尘，例如来自石膏板、砖、木材、玻璃纤维、二氧化硅或扫地产生的的粉尘。除此之外，防尘口罩可以用于防护花粉等过敏原，还可以用于沙尘暴时避免吸入沙子或尘土。

## 描述
防尘口罩与油漆口罩或外科口罩的佩戴方式相同，但将这三种口罩混淆是很危险的，因为它们都能够防止特定的污染物。在工作中使用错误的口罩可能会造成严重的甚至是致命的危险，因为许多防护等级不同的口罩可能看起来很相似，但其实是根本不能防尘的口罩，比如油漆口罩和手术口罩。大小不合适的口罩也很危险，因为它们会让污染物完全绕过口罩。防尘口罩只是为了防止某些危险，而不是防止一些化学物质，如蒸汽和薄雾。因此，混淆防尘口罩和油漆口罩是危险的。
防尘口罩是一种更便宜、更轻、更舒适的呼吸器的替代品，但可能无法提供足够的保护，而且更容易被误用或大小不合适。